# Sonata per a violoncel i piano núm. 4 (Beethoven)
La Sonata per a violoncel i piano núm. 4 en do major, Op. 102 núm. 1, fou composta per Ludwig van Beethoven el 1815 i publicada el 1817. És la segona de les dues Sonates per a violoncel i piano, Op. 102, dedicades a la Comtessa Maria von Erdödy. Tot i que no són tan famoses com la Sonata per a violoncel i piano núm. 3, aquestes dues sonates formen part també del gran repertori per a violoncel i piano.
Aquesta sonata, una obra breu i gairebé enigmàtica, mostra de forma concentrada com Beethoven estava preparant-se per desafiar i, fins i tot, subvertir l'estructura de les sonates que va heretar dels grans compositors del classicisme com Haydn i Mozart. La seva estructura general és possiblement única entre les obres de Beethoven i compren només dos moviments ràpids en forma de sonata, cadascun amb una introducció lenta.

## Les dues sonates per a violoncel Op. 102
Les dues Sonates per a violoncel i piano, Op. 102, es van compondre entre finals de 1812 i 1817, període en què Beethoven, malmès i superat per tota mena de dificultats, va experimentar un període de silenci literal i figuratiu, ja que la seva sordesa va anar augmentant encara més i la seva productivitat va disminuir. Set anys després de la Sonata per a violoncel núm. 3, la complexitat de la seva composició i mostres del seu caràcter visionari (com la recent composta Sonata per a piano Op 101) comença l'anomenat «tercer període» de Beethoven o període tardà.

## Moviments
| Op. 102, No. 1                            | Op. 102, No. 1 |
| ----------------------------------------- | -------------- |
| Andante – Allegro vivace                  |                |
|                                           |                |
|                                           |                |
|                                           |                |
| Adagio – Tempo d'Andante – Allegro vivace |                |
|                                           |                |
|                                           |                |
|                                           |                |

Consta de dos moviments i la seva interpretació dura aproximadament 14 minuts:
- Andante- Allegro vivace
- Adagio - Tempo d'andante - Allegro vivace

En el primer moviment, manca completament d'una introducció lenta convencional, i consisteix en un breu tema, com una elegia, repetit diverses vegades sense canvis de tonalitat i poc variat; conclou amb una cadència en do major que després contrasta amb la part de la sonata en la menor, i evita en gran manera la tonalitat de do major excepte en l'inici del desenvolupament.
El segon moviment comença amb una introducció lenta tradicional i condueix a una forma sonata a la tonalitat pròpia de l'obra, do major. No obstant això, reapareix el material de l'inici de la sonata per a una variació final de caràcter extàtica. Un procediment similar en l'obra de Beethoven només s'observa en les dramàtiques cinquena i novena simfonies.

## Enregistraments
Pau Casals, és un dels grans referents de la interpretació de la música de cambra i els concerts per a violoncel. Va enregistrar com a mínim dues vegades les cinc sonates de violoncel de Beethoven, a més de una sèrie d'enregistraments de sonates individuals; totes van ser referents fonamentals per a interpretacions posteriors. El primer d'aquests conjunts fou enregistrat en la dècada de 1930, amb els pianistes Otto Schulhof (núm. 3, gravat el 1930) i amb Mieczysław Horszowski (núm. 4, el 1936 i núm. 1, 2 i 5, el 1939) (EMI Classics 7243 5 65185). El segon estudi complet de Casals de les sonates Beethoven va ser gravat amb Rudolf Serkin al Festival de Perpinyà de 1951 (núm. 2) i al Festival de Prades de 1953 (números 1, 3-5) (Sony Classical SM2K 58985).
Les interpretacions del violoncel·lista letó Mischa Maisky amb la pianista argentina Martha Argerich són molt valorades (DG 437514, 1993, que ha estat reeditada per ArchivMusic). També les del duet rus del violoncel·lista Mstislav Rostropóvitx i el pianista Sviatoslav Richter segueixen uns estàndards d'excel·lència (Philips Duo 442565, 1961-1963).
Altres enregistraments destacats:
- Artur Schnabel i Pierre Fournier, 1947-1948 (Strings, 1998)
- Solomon Cutner i Gregor Piatigorsky, 1954 (HMV)
- Pierre Fournier i Friedrich Gulda, 1959.
- Jacqueline du Pré i Daniel Barenboim (EMI, 1970)
- Arling Blöndal Bengtsson i Ankel Blyme, 1984 (Danacord, 1988)
- Antonio Meneses i Menahem Pressler, 2007 (Avie, 2008)